# Matuzalém
Francelino Matuzalém da Silva, vanligen känd som Matuzalém, född 10 juni 1980 i Natal, Brasilien, är en brasiliansk fotbollsspelare. Han spelar som mittfältare i Miami FC.

## Karriär

### Tidig karriär
Matuzalém är känd som en målgörande mittfältare. Han framträdde för första gången i FIFA:s Världsmästerskap för U17-landslag, där han gjorde 3 mål på 6 matcher.

### Italien
År 1999 lämnade Matuzalém Vitória och flyttade till den syditalienska klubben SSC Napoli, där han stannade två säsonger. Den första av dem var i Serie B, varpå klubben vann uppflyttning till Serie A inför hans andra säsong. Matuzalém var ordinarie i Napolis startelva men gjorde bara två mål under sin tid i klubben.
Sommaren 2001 fick Parma och Piacenza delat ägarskap av Matuzalém. Han tillbringade säsongen 2001/2002 med Piacenza som slutade på fjortonde plats i ligan. Inför den andra säsongen gick han till Brescia på lån. Han spelade nästan alla Brescias matcher och när lånet löpte ut vid säsongsslutet valde klubben att kontraktera honom. Han stannade bara ytterligare ett år i Brescia innan den ukrainska storklubben Sjachtar Donetsk värvade honom.

### Ukraina
År 2004 köptes Matuzalém av Sjachtar Donetsk som fick betala omkring 18,75 miljoner dollar till Brescia. Detta var en ukrainsk rekordsumma vid den tidpunkten. När Anatoliy Tymoschuk inför säsongen 2006/2007 lämnade Sjachtar för ryska Zenit Sankt Petersburg blev Matuzalém lagkapten och även utsedd till årets spelare i klubben.
Han vann den ukrainska ligan med Shaktar säsongen 2004/2005 och 2005/2006.

### Spanien
I juli 2007 lämnade Matuzalém Sjachtars träning och återvände hem till Brasilien helt utan förvarning. Senare menade han att det gällde familjeproblem. Den 18 juli presenterades han som det senaste nyförvärvet i Real Zaragoza, vilket Sjachtars styrelse menade var olagligt då ingen förhandling mellan klubbarna hade skett.
Efter fyra spelade matcher och 1 mål i september 2007 drog Matuzalém på sig en skada och blev borta till mars 2008. Han avslutade säsongen med bara fjorton ligaframträdanden.

### Lazio
I juli 2008 lånades Matuzalém ut till italienska SS Lazio för cirka 800 000 euro och med en möjlighet att byta klubb vid säsongens slut.